# SWEET SWEDISH WINTER
『SWEET SWEDISH WINTER』（スウィート スウェディッシュ ウィンター）は、カジヒデキの通算13作目のオリジナル・アルバム。2013年2月20日にBLUE BOYS CLUBからリリースされた。

## 概要
前作『BLUE HEART』以来約9か月ぶりのオリジナル・アルバムで、自信のレーベル「BLUE BOYS CLUB」からの第2弾となる作品。
本作はタイトルが示すとおり、「スウェーデンの冬」をテーマとしており、スウェーデンの伝統菓子であるセムラを題材とした楽曲や、スウェーデンのバンドFreewheelに提供した楽曲「イルミナム・ソング」のセルフカバーなどが収録された。レコーディングには、KONCOS、曽我部恵一BAND、ペール・サンディング（EGGSTONE）らが参加した。
2013年3月20日から31日にかけて、本作を引っ提げた全国ツアー「Sweet Swedish Spring Tour」が開催された。同ツアーには、NARI（フルート/サクソフォーン）が同行した。

## 収録曲
英題はロッキング・オンの記事から。
| #         | タイトル                                                           | 作詞             | 作曲         | 時間  |
| --------- | ------------------------------------------------------------------ | ---------------- | ------------ | ----- |
| 1.        | 「スウィート・スウェディッシュ・ウィンター」(Sweet Swedish Winter) | Ulf Turesson     | Ulf Turesson | 3:35  |
| 2.        | 「ミルク・ウォーク」(Milk Walk)                                    | カジヒデキ       | カジヒデキ   | 2:44  |
| 3.        | 「気高きウィンターズ・スカイ」(Winter's Sky)                       | カジヒデキ       | カジヒデキ   | 3:59  |
| 4.        | 「セムラ・ソング」(Semla Song)                                     | カジヒデキ       | カジヒデキ   | 2:00  |
| 5.        | 「真夜中のハッピーサウナ」(The Happy Sauna Shed)                   | カジヒデキ       | カジヒデキ   | 3:18  |
| 6.        | 「黄色い帽子を買いに行こう」(Yellow Basque beret)                  | カジヒデキ       | カジヒデキ   | 1:08  |
| 7.        | 「イルミナム・ソング」(Illuminum Song)                             | Katrina Mitchell | カジヒデキ   | 3:31  |
| 8.        | 「コンコスによるセムラ・ソング」(Semla Song Song by Koncos)        |                  | カジヒデキ   | 0:51  |
| 9.        | 「ハローとスマイル」(Hello & Smile)                                | カジヒデキ       | カジヒデキ   | 4:28  |
| 10.       | 「99%のクリスマス」(White Christmas with Our Good Music)           | カジヒデキ       | カジヒデキ   | 4:55  |
| 合計時間: | 合計時間:                                                          | 合計時間:        | 合計時間:    | 30:29 |

## 曲の解説
1. スウィート・スウェディッシュ・ウィンター / Sweet Swedish Winter
タイトル曲で、歌詞は全編英語となっている。
2. ミルク・ウォーク / Milk Walk
花王「リーゼ」CMソング[5][6]。
3. 気高きウィンターズ・スカイ / Winter's Sky
4. セムラ・ソング / Semla Song
スウェーデンの伝統菓子セムラを題材とした楽曲[2][3][4]。
5. 真夜中のハッピーサウナ / The Happy Sauna Shed
6. 黄色い帽子を買いに行こう / Yellow Basque beret
7. イルミナム・ソング / Illuminum Song
Freewheelに提供した楽曲のセルフカバー。カジは本作の作曲を手がけ、作詞はザ・パステルズのカトリーナ・ミッチェルが手がけた[2]。
8. コンコスによるセムラ・ソング / Semla Song by Koncos
インストゥルメンタル。
9. ハローとスマイル / Hello & Smile
10. 99%のクリスマス / White Christmas with Our Good Music